# Le Monde sans soleil
Pour plus de détails, voir Fiche technique et Distribution.
Le Monde sans soleil est un film documentaire français réalisé par Jacques-Yves Cousteau, Simone Cousteau et Albert Falco, sorti en 1964.

## Synopsis
En 1963, Jacques-Yves Cousteau et son équipe entament une expérience inédite : vivre un mois durant, dans un village sous-marin aménagé dans la Mer Rouge, sur les côtes du Soudan. C'est l'expérience dénommée Précontinent II.

## Fiche technique
- Titre : Le Monde sans soleil
- Réalisation : Jacques-Yves Cousteau, Simone Cousteau et Albert Falco
- Pays d'origine : France et Italie
- Scénario : Jacques-Yves Cousteau
- Musique originale et direction : Serge Baudo
- Montage : Georges Alépée et Anne Sarraute
- Production : Jacques Mauger
- Caméraman: Gilbert Duhalde
- Photographie : Daniel Tomasi
- Ingénieur du son : Pierre Panier
- Format : 35 mm - Couleur
- Genre : Film documentaire
- Durée : 90 minutes
- Dates de sortie :
  - France : 30 septembre 1964
  - Allemagne de l'Ouest : 30 octobre 1964
  - États-Unis : 22 décembre 1964
- Affiche : Georges Kerfyser (France)

## Prix
- Grand Prix du Cinéma français pour la Jeunesse en 1964
- Oscar du meilleur film documentaire en 1965